# Fannia sabroskyi
Fannia sabroskyi är en tvåvingeart som beskrevs av Ainsley Seago 1954. Fannia sabroskyi ingår i släktet Fannia och familjen takdansflugor.
Artens utbredningsområde är Guyana. Inga underarter finns listade i Catalogue of Life.